# ويلارد هنتر
ويلارد هنتر (بالإنجليزية: Willard Hunter)‏ هو لاعب كرة قاعدة أمريكي، ولد في 8 مارس 1934 في نيوآرك في الولايات المتحدة.

## وصلات خارجية
- ويلارد هنتر على موقع دوري كرة القاعدة الرئيسي (الإنجليزية)
- ويلارد هنتر على موقعبيزبول رفرنس.كوم (الدوري الرئيسي) (الإنجليزية)
- ويلارد هنتر على موقعبيزبول رفرنس.كوم (الدوري الثانوي) (الإنجليزية)